# Mangkurayat
Mangkurayat is een bestuurslaag in het regentschap Garut van de provincie West-Java, Indonesië. Mangkurayat telt 8537 inwoners (volkstelling 2010).